# Autun
Autun település Franciaországban, Saône-et-Loire megyében. Lakosainak száma 13 144 fő (2022. január 1.). Autun Saint-Forgeot, Antully, Auxy, Brion, Broye, Curgy, Dracy-Saint-Loup, Marmagne, Mesvres, Monthelon és Tavernay községekkel határos.
A középkorban egy ideig a róla elnevezett Autun megye központja volt.

## Népessége
A település népességének változása:
| Lakosok száma | 13 863 | 13 955 | 13 635 | 14 728 | 13 290 | 13 157 | 12 987 | 13 205 | 13 145 | 13 144 |
|               | 2013   | 2014   | 2015   | 2016   | 2017   | 2018   | 2019   | 2020   | 2021   | 2022   |